# Передавальний коефіцієнт

Подільник напруги. Коефіцієнт передачі K_{u}=R_{2}/(R_{1}+R_{2})

Операційний підсилювач з зворотнім від'ємним зв'язком. Коефіцієнт передачі K_{u}=K_{i}=R_{f}/R_{g}+1

Передавальний коефіцієнт або Коефіцієнт передачі — відношення значення сигналу на виході деякої системи до відповідного вхідного сигналу.
Термін найчастіше застосовується стосовно електричних кіл, при цьому може характеризувати:
- коефіцієнту передачі напруги (позначають як Ku) — відношення електричної напруги на виході системи до відповідної напруги на вході цієї системи;
- коефіцієнту передачі струму (позначають як Ki) — відношення струму на виході системи до відповідного струму на вході цієї системи;
- коефіцієнту передачі потужності (позначають як Kp) — відношення потужності на виході системи до відповідної потужності вхідного сигналу.

Існують і інші параметри системи, які можуть бути охарактеризовані через коефіцієнт передачі.
В окремих випадках, коли коефіцієнт передачі {\displaystyle K\geq 1}, замість терміна «коефіцієнт передачі» також вживають термін «коефіцієнт підсилення», а коли коефіцієнт передачі {\displaystyle K\leq 1} — «коефіцієнт ослаблення».
Коефіцієнт передачі {\displaystyle \geq 1} звичайно мають пристрої, які звуться підсилювачами; {\displaystyle \leq 1} — поділювачі. Коефіцієнт передачі {\displaystyle \geq 1} також може бути отриманий за рахунок використання явища резонансу.
У випадках, коли коефіцієнт передачі є надмірно великим або надмірно малим, його можуть обраховувати в децибелах (дБ), як 20 lg (K).
В випадках, коли передавальний коефіцієнт залежить від параметрів вхідного сигналу використовують термін передавальна функція.